# Игуановые
Игуа́новые (лат. Iguanidae) — семейство относительно крупных ящериц подотряда игуанообразных, приспособившихся к условиям сухого климата. Относительно недавно произошла ревизия этого семейства, представители которого ранее идентифицировались как подсемейство Iguaninae. По современной классификации к семейству относятся 8 родов и 25 видов. Игуановые распространены в Северной, Центральной и Южной Америке, на Антильских, Галапагосских островах и островах Фиджи.

## Описание
Настоящие игуаны (род Iguana) являются одними из самых крупных представителей семейства, длина игуаны обыкновенной (Iguana iguana) достигает 2 м. Для сравнения, длина пустынной игуаны (Dipsosaurus dorsalis) обычно не превышает 35 сантиметров. Отличительным признаком семейства являются плевродонтные зубы, которые не наблюдаются у игуанообразных ящериц Старого Света — агамовых (Agamidae) и хамелеонов (Chamaeleonidae). У игуановых присутствует ряд синапоморфных признаков, среди которых можно отметить перегородки в толстом кишечнике.
Некоторые игуановые ведут наземный образ жизни, как, например, пустынные игуаны (Dipsosaurus), кольцехвостые игуаны (Cyclura), чаквеллы (Sauromalus), чёрные игуаны (Ctenosaura). Другие живут преимущественно на деревьях (настоящие игуаны Iguana, брахилофусы Brachylophus). Древесные виды редко опускаются на землю, чаще всего для откладки яиц.
Изначально эволюция игуановых, по-видимому, происходила в пустынных условиях, что привело к появлению у них некоторых характерных адаптаций, например, солевых желез. Эти железы помогают удалять избыток калия, который поступает в организм ящериц с растительной пищей. Солевые железы в дальнейшем позволили морским игуанам (Amblyrhynchus cristatus) приспособиться к обитанию в приливной зоне морских побережий и употреблять пищу с высоким содержанием соли (морские водоросли).
В отличие от многих других ящериц, все игуановые являются растительноядными животными, питающимися в основном листьями, цветами и фруктами. В молодом возрасте они кроме растительной пищи могут поедать насекомых. С возрастом игуаны полностью переходят на растительную пищу. Один из характерных признаков игуановых — увеличенная и разделённая перегородками ободочная кишка, выполняющая роль своеобразного «бродильного чана» для ферментации и в дальнейшем лучшего усвоения грубого растительного корма. Ферментация осуществляется симбиотической микрофлорой, обитающей в кишечнике игуан. Молодые ящерицы, не имеющие этой микрофлоры, получают её, поедая фекалии взрослых особей.
Самцы игуановых территориальны и охраняют свою территорию от других самцов своего вида. Ящерицы используют целый ряд различных сигналов для визуальной коммуникации и обозначения границ территории. На территории самца обычно живут несколько самок.
Все игуановые откладывают яйца.

## Классификация
На август 2019 года в семействе насчитывается 8 родов с 44 видами:
| Латинское название | Русское название                             | Количество видов |
| ------------------ | -------------------------------------------- | ---------------- |
| Amblyrhynchus      | Морские игуаны                               | 1                |
| Brachylophus       | Брахилофусы, или фиджийские полосатые игуаны | 4                |
| Cachryx            | —                                            | 2                |
| Conolophus         | Конолофы, или друзоголовы                    | 3                |
| Ctenosaura         | Чёрные игуаны                                | 15               |
| Cyclura            | Циклуры, или кольцехвостые игуаны            | 10               |
| Dipsosaurus        | Пустынные игуаны                             | 2                |
| Iguana             | Настоящие игуаны                             | 2                |
| Sauromalus         | Чаквеллы                                     | 5                |

Ранее семейство Iguanidae рассматривалось шире — в него включались современные семейства Corytophanidae, Crotaphytidae, Hoplocercidae, Leiocephalidae, Leiosauridae, Liolaemidae, Opluridae, Phrynosomatidae, Polychrotidae и Tropiduridae.